# Frankenhooker
Frankenhooker és una pel·lícula de terror de comèdia negra estatunidenca del 1990 dirigida per Frank Henenlotter. Molt vagament inspirada en la novel·la de Mary Shelley de 1818 Frankenstein, la pel·lícula és protagonitzada per James Lorinz com a Jeffrey Franken, que va abandonar la facultat de medicina i l'antiga Penthouse Pet Patty Mullen com a personatge principal.

## Trama
Jeffrey Franken, un jove que viu a Nova Jersey, és un treballador d'una central elèctrica i un científic especialitzat en bioelectricitat. Està a punt de casar-se amb la seva promesa Elizabeth. A la festa d'aniversari del pare d'Elizabeth, Jeffrey li obsequia una talladora de gespa automàtica com a regal, però quan l'Elizabeth intenta provar-la, es veu atrapada en el seu camí i la maten terriblement.
Jeffrey, en el seu dolor, comença a conspirar per utilitzar el seu coneixement dels circuits per reconstruir Elizabeth i tornar-la a la vida. El seu dolor l'impulsa a fer cites de sopar simulades amb les poques peces d'Elizabeth que va poder salvar, així com a fer autotrepanació amb un trepant elèctric per ajudar-lo a calmar-se. Decideix fer el cos nou perfecte per a Elizabeth collint el cos d'una prostituta de Nova York.
Després de conèixer diverses noies i el seu abusiu proxeneta Zorro, un traficant de crack temperamental i muscular, Jeffrey enganya a Zorro perquè li deixi llogar totes les noies per una sola nit per trobar la que tingui el cos perfecte per a Elisabet. Inspirat per una notícia sobre la cocaïna crack que causa la mort de moltes prostitutes de Nova York, desenvolupa un "super-crack" que descobreix que fa que els éssers vius explotin. En decidir que no està fent res dolent, ja que el crack probablement matarà les prostitutes de totes maneres, Jeffrey les atrau a totes a una habitació d'hotel amb l'excusa d'un "examen mèdic" i marca les noies amb les parts del cos que vol per a Elizabeth. No obstant això, quan comença a pensar-s'ho, totes les prostitutes troben la bossa de super-crack i totes la fumen malgrat les súpliques d'en Jeffrey, fent que totes explotin a trossos.
En Zorro sent l'enrenou i corre cap a l'habitació només per ser noquejat per un dels caps volants de les seves noies. Jeffrey posa ràpidament les parts del cos a les bosses d'escombraries, prometent restaurar les noies un cop torni Elizabeth. Després d'escollir les parts perfectes del cos i cosir-les i el cap d'Elizabeth junts en un sol cos, Jeffrey utilitza els llamps d'una tempesta propera per xocar el nou cos d'Elizabeth a la vida. Tanmateix, el seu cos i la seva cara es mouen incòmodes, i només pot repetir el que van dir les noies anteriors abans de morir. El "Frankenhooker" s'escapa del soterrani i comença a buscar clients, que acaben explotant per l'electricitat quan intenten intimar amb ella.
Jeffrey va a buscar l'Elizabeth i la troba en un bar. Malauradament, en Zorro també hi és, i en sentir-la esmentar el seu nom i reconèixer les parts del seu cos, ell la colpeja amb ràbia tan fort que el seu cap se li separa principalment del cos. Jeffrey esquiva en Zorro i s'emporta l'Elizabeth a casa per reparar-li el coll i tornar-la a reviure.
Després d'enganxar el cap amb més seguretat al seu nou cos, Jeffrey desperta l'Elizabeth i troba la seva memòria restaurada. Al principi, l'Elizabeth està impressionada que en Jeffrey la ha portat de tornada, però es posa furiosa quan s'adona de què està fet el seu cos i com en Jeffrey va obtenir les parts. Jeffrey intenta explicar-se, però és atacat i decapitat per Zorro, que el segueix a casa. Llavors, en Zorro intenta arrossegar l'Elizabeth amb ell, justificant-se afirmant que la major part del seu nou cos li pertany. No obstant això, les peces de recanvi també han estat reanimades per la tempesta i s'han fusionat en múltiples monstres grotescos d’extremitats, que aclaparan en Zorro i l'arrosseguen a la nevera d'emmagatzematge fins a la seva presumpta mort, juntament amb les seves drogues.
Elizabeth decideix reviure en Jeffrey mitjançant el mateix procediment que va utilitzar amb ella, però com que el procés només funciona amb els cossos femenins, Elizabeth es veu obligada a posar el cap d'en Jeffrey sobre un cos fet de parts del cos de les prostitutes per portar-lo de tornada. Quan en Jeffrey es desperta, l'Elizabeth diu feliç que estaran junts per sempre mentre Jeffrey gemega horroritzat pel seu nou cos femení.

## Repartiment
- James Lorinz com a Jeffrey Franken
- Patty Mullen com Elizabeth Shelley/Frankenhooker
- Joanne Ritchie com a Sra. Shelley
- Paul-Felix Montez com a Goldie
- Joseph Gonzalez com a Zorro el proxeneta
- J.J. Clark com el Sr. Shelley
- Gregory Martin com a Rufus McClure
- Carissa Channing com a Dolores
- Shirl Bernheim com a àvia d'Elizabeth
- Hannah York com Mary Jane
- Helmar Augustus Cooper com el detectiu Anderson
- Heather Hunter com a Chartreuse
- Louise Lasser com a Sra. Franconia
- Charlotte Kemp (acreditada com a Charlotte Helmkamp) com a Honey
- Lia Chang com a Crystal
- Kimberly Taylor com a Amber
- Shirley Stoler com a Spike the Bartender
- Jennifer DeLora com a Angel

## Llançament
El llançament inicial de Frankenhooker es va retardar a causa de la dificultat per obtenir una qualificació R de la MPAA; el director recorda aquell representant de l'òrgan de classificació que va dir, en una trucada telefònica a la secretària de la productora, "Enhorabona, sou la primera pel·lícula qualificada com "S"." I ella va dir: "'S? Per sexe?" I van dir: "No, S per shit (merda)." Per a la seva consternació, els pares conservadors d'Henenlotter van insistir a assistir a l'estrena de la pel·lícula a la ciutat de Nova York; Henenlotter va expressar la seva sorpresa perquè no se sentissinin ofesos pels elements d'explotació.

## Recepció
La pel·lícula té un 57% a Rotten Tomatoes basat en 14 ressenyes, amb una puntuació mitjana de 5,09/10. Variety va escriure, "Frankenhooker és una comèdia de terror espantosa i grotesca recomanada només per als cors forts i amb l'estómac fort." Vincent Canby de The New York Times va escriure que "hi ha una sensació legítima de l'absurd que s'amaga dins del Frankenhooker de Frank Henenlotter". però està "eclipsat per efectes especials" i elements que recorden pornografia tova. Kevin Thomas de Los Angeles Times la va anomenar una "comèdia de somriures i gore divertidíssima i totalment escandalosa."
Frankenhooker fou nominada "Killer B Film of the Year for 1990" pel segment Attack of the Killer B d'E! Entertainment Television.
Es va citar a Bill Murray que va dir: "Si veus una pel·lícula aquest any, hauria de ser "Frankenhooker"." Henenlotter va dir que Murray havia estat editant la seva pel·lícula Amb la poli als talons i havia passat l'estona amb el grup de Frankenhooker. Després que Murray expressés interès per la seva pel·lícula, el distribuïdor va intentar obtenir un aval d'ell. Avergonyit que abusessin de l'amabilitat de Murray, Henenlotter va intentar evitar Murray. Quan finalment es van topar amb ell, Henenlotter es va disculpar i va explicar que ell no era responsable. Satisfet amb l'explicació, Murray va oferir una citació.

## Mitjans domèstics
Frankenhooker va ser llançat a VHS el 1990, per Shapiro-Glickenhaus Entertainment, i tenia una caixa interactiva que feia que el personatge titular exclamés "Vols sortir?!" quan premeu un botó de la caixa.
El 8 de novembre de 2011, Synapse Films va llançar Frankenhooker a Blu-ray. Aquesta edició té una portada reversible, amb el cartell teatral original a una cara i obres d'art recentment encarregades al revers. El disc conté una transferència de vídeo d'alta definició en 2K de la pel·lícula i una barreja d'àudio 5.1 remasteritzada digitalment, així com una pista de comentaris d'àudio de l'escriptor/director Frank Henenlotter i el dissenyador d'efectes de maquillatge Gabe Bartalos, tres llargmetratges i el tràiler teatral original. Les característiques especials d'aquest llançament també estaven disponibles a la versió DVD de la pel·lícula, publicada el 10 de setembre de 2013 .
El 2 de gener de 2012, Arrow Films va llançar una edició especial en Blu-ray de Frankenhooker. Igual que el llançament de Synapse anterior, aquesta edició també té una portada reversible, que inclou tant el pòster original del cinema com l'art recent encarregat (diferent de la versió de Synapse). Aquesta edició inclou moltes exclusives del Regne Unit, incloent un comentari d'àudio de Henenlotter i l'estrella James Lorinz, un documental titulat "Your Date's on a Place" i una visita al laboratori d'efectes de Gabe Bartalos a Los Angeles. També inclou els tres llargmetratges del llançament de Synapse, així com tràilers de les pel·lícules Basket Case, Basket Case 2 i Brain Damage, tots ells també dirigits per Henenlotter.